# Sepänkylä
Sepänkylä (en suédois : Smedsby) est un quartier de la ville d'Espoo en Finlande.

## Description
Sepänkylä est au sud de Kauniainen  est au nord de la Valtatie 1  et à l'ouest de la Kehä II.
Il n'est formé que de la section Sepänkylä.